# Travis Zajac
Travis Zajac (* 13. Mai 1985 in Winnipeg, Manitoba) ist ein ehemaliger kanadischer Eishockeyspieler, der im Verlauf seiner aktiven Karriere zwischen 2004 und 2021 unter 1108 Spiele für New Jersey Devils und New York Islanders in der National Hockey League (NHL) auf der Position des Centers bestritten hatten. Mit der Ausnahme von 27 Spielen war Zajac knapp 15 Jahre bei den New Jersey Devils aktiv. Seinen größten Karriereerfolg feierte er jedoch im Trikot der kanadischen Nationalmannschaft, mit der er bei der Weltmeisterschaft 2009 die Silbermedaille gewann. Seine Brüder Darcy, Kelly und Nolan waren ebenfalls als Eishockeyspieler aktiv.

## Karriere
Travis Zajac begann seine Karriere als Eishockeyspieler bei den Salmon Arm Silverbacks, für die er von 2002 bis 2004 in der British Columbia Hockey League aktiv war. Anschließend wurde er im NHL Entry Draft 2004 in der ersten Runde als insgesamt 20. Spieler von den New Jersey Devils ausgewählt. Zunächst spielte der Kanadier zwei Jahre lang für die Mannschaft der University of North Dakota, ehe er in der Saison 2005/06 erstmals für New Jerseys Farmteam, die Albany River Rats aus der American Hockey League, spielte. Nach seinem Debüt in der National Hockey League kam Zajac in den folgenden drei Spielzeiten – außer in zwei Spielen – in allen Partien der regulären Saison für die Devils zum Einsatz.
In der Saison 2009/10 stellte er mit 67 Scorerpunkten einen neuen persönlichen Rekord auf, nachdem er sich bis dahin zu einem Stammspieler bei den Devils entwickelt hatte. Mitte März 2011 stellte Zajac mit 389 Spielen in Folge einen neuen Franchise-Rekord auf, der zuvor durch Ken Daneyko gehalten wurde. Bis zum Saisonende 2010/11 baute er seine Rekordserie, die der Stürmer am 26. Oktober 2006 begonnen hatte, auf 401 NHL-Spiele in Folge aus. In der Saison 2011/12 kam er wegen einer Verletzung nur auf 15 Spiele in der Regular Season. In den Playoffs, in denen die Devils das Stanley-Cup-Finale erreichten, kam er in 24 Spielen zum Einsatz. Letztlich unterlag man im Endspiel den Los Angeles Kings.
Im weiteren Verlauf etablierte sich Zajac als Führungsspieler in New Jersey, so übernahm er zur Spielzeit 2013/14 das Amt des Assistenzkapitäns. Zudem trat er weiterhin als regelmäßiger Scorer in Erscheinung, wobei er jedoch die Leistungen der Jahre 2009 und 2010 nicht mehr erreichte. Im Februar 2021 absolvierte der Angreifer sein 1000. Spiel der regulären Saison in der NHL, wobei er nach Ken Daneyko und Patrik Eliáš zum dritten Spieler in der Franchise-Geschichte wurde, der diese allesamt im Trikot der Devils bestritt.
Nach etwa 15 Jahren in New Jersey wurde Zajac im April 2021 mitsamt Kyle Palmieri an die New York Islanders abgegeben. Im Gegenzug erhielten die Devils A. J. Greer, Mason Jobst, ein Erstrunden-Wahlrecht für den NHL Entry Draft 2021 sowie ein konditionales Viertrunden-Wahlrecht für den NHL Entry Draft 2022. Im September 2021 gab Zajac im Alter von 36 Jahren das Ende seiner Zeit als Aktiver bekannt.

### International
Zajac vertrat sein Heimatland erstmals bei der Weltmeisterschaft 2009 in der Schweiz. Die Kanadier drangen bei der WM bis ins Finale vor, scheiterten dort aber an Titelverteidiger Russland durch eine 1:2-Niederlage, sodass sie die Silbermedaille gewannen. Zajac selbst kam in fünf Partien zum Einsatz, blieb dabei aber punktlos und erhielt zwei Strafminuten. Zwei Jahre später stand er bei der Weltmeisterschaft 2011 in der Slowakei erneut im Kader. Trotz souveräner Vor- und Zwischenrunde scheiterten die Kanadier im Viertelfinale an Russland und beendeten die Welttitelkämpfe als Fünfter außerhalb der Medaillenränge. Der Stürmer bekleidete während des Turniers das Amt des Assistenzkapitäns. In sieben Einsätzen schoss er ein Tor und bereitete zwei weitere vor. Zudem verbrachte er zwei Minuten auf der Strafbank und war der fünfterfolgreichste Spieler am Bullypunkt des gesamten Wettbewerbs.

## Erfolge und Auszeichnungen
| - 2004 BCHL Interior Conference First All-Star Team - 2004 BCHL Interior Conference Most Valuable Player - 2005 WCHA All-Rookie Team | - 2005 NCAA Championship All-Tournament Team - 2006 Broadmoor-Trophy-Gewinn mit der University of North Dakota |

### International
- 2009 Silbermedaille bei der Weltmeisterschaft

## Karrierestatistik

### International
Vertrat Kanada bei:
- Weltmeisterschaft 2009
- Weltmeisterschaft 2011

(Legende zur Spielerstatistik: Sp oder GP = absolvierte Spiele; T oder G = erzielte Tore; V oder A = erzielte Assists; Pkt oder Pts = erzielte Scorerpunkte; SM oder PIM = erhaltene Strafminuten; +/− = Plus/Minus-Bilanz; PP = erzielte Überzahltore; SH = erzielte Unterzahltore; GW = erzielte Siegtore; 1 Play-downs/Relegation; Kursiv: Statistik nicht vollständig)